# ンゼレコレ州
ンゼレコレ州（ンゼレコレしゅう、フランス語: La région de Nzérékoré）は、ギニア共和国の州。ギニア国内における最南端に位置する。北にカンカン州とファラナ州との州境を持ち、南にシエラレオネ、リベリア、コートジボワールと国境を接している。面積は37,658km2、人口は1,348,787人（1996年）。州都はンゼレコレ。森林ギニア地方に属する。

## 下部行政区画
ンゼレコレ州は6つの県に分けられる。

### 県
- ベイラ県（英語版）(La préfecture de Beyla) - 県都ベイラ

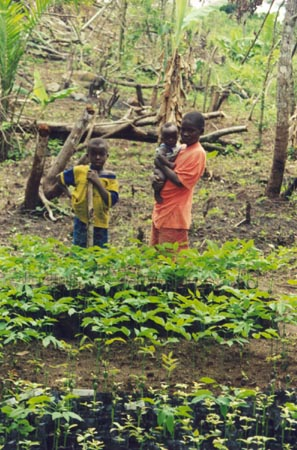
ンゼレコレ州ゲケドゥ県の森林

- ゲケドゥ県（英語版）(La préfecture de Guéckédou) - 県都ゲケドゥ
- ローラ県（英語版）(La préfecture de Lola) - 県都ローラ（英語版）
- マセンタ県（英語版）(La préfecture de Macenta) - 県都マセンタ
- ンゼレコレ県（英語版）(La préfecture de Nzérékoré) - 県都ンゼレコレ
- ヨムー県（英語版）(La préfecture de Yomou) - 県都ヨムー（英語版）